# Diecezja Kioto
Diecezja Kioto – diecezja Kościoła rzymskokatolickiego w Japonii, w metropolii Osaki. Powstała w 1937 roku jako prefektura apostolska Kioto. Status diecezji uzyskała w 1951 roku. Pierwszym biskupem Kioto, jeszcze w randze prefekta apostolskiego, był amerykański misjonarz Patrick James Byrne MM. Od 1940 na czele miejscowego Kościoła stoją już biskupi wywodzący się z japońskiego duchowieństwa.

## Ordynariusze

### Prefekci apostolscy Kioto
- ks. Patrick James Byrne MM (1937–1940)
- ks. Paul Yoshiyuki Furuya (1940–1951)

### Biskupi Kioto
- bp Paul Yoshiyuki Furuya (1951–1976)
- bp Raymond Ken’ichi Tanaka (1976–1997)
- bp Paul Yoshinao Ōtsuka (1997 – nadal)